# Sistema de referència en rotació
Un sistema de referència en rotació és un cas especial d'un sistema de referència no inercial, que gira respecte a un sistema de referència inercial.
Tots els sistemes de referència no inercials presenten forces fictícies. Els sistemes de referència en rotació es caracteritzen per només tres tipus de forces fictícies: la força centrífuga, la força de Coriolis i la força d'Euler. Científics dins d'una caixa en rotació poden mesurar la velocitat i la direcció de la seva rotació mesurant aquestes tres forces fictícies. Per exemple, Léon Foucault va poder demostrar la força de Coriolis que resulta de la rotació de la Terra usant un pèndol de Foucault. Si la Terra rotés molt més ràpidaments, els humans podrien percebre aquestes forces fictícies, igual que ho fan en uns cavallets.

## Relació amb els sistemes de referència estacionaris
La següent és una derivació de fórmules per a les acceleracions així com a les forces fictícies en un sistema de referència en rotació. Es parteix de la relació entre les coordenades d'una partícula en un sistema en rotació i les seves corrdenades en un sistema (estacionari) inercial. Llavors, fent la derivada temporal, es deriven fórmulaes que relacionen la velocitat d'una partícula vista des dels dos sistemes de referència, i les corresponents acceleracions relatives. A partir d'aquestes acceleracions, s'identifiquen les forces fictícies comparant segona llei de Newton segons la seva formulació en els diferents sistemes.

### Relació entre les posicions en els dos sistemes de referència
Per tal de derivar aquestes forces fictícies, és útil poder convertir entre les coordenades {\displaystyle \left(x',y',z'\right)} del sistema de referència en rotació i les coordenades {\displaystyle \left(x,y,z\right)} d'un sistema de referència inercial amb el mateix origen. Si la rotació és al voltant de l'eix {\displaystyle z} amb una velocitat angular constant {\displaystyle \Omega }, o {\displaystyle \theta (t){=}\Omega t}, i els dos eixos de referència coincideixen en l'instant de temps {\displaystyle t=0}, la transformació entre les coordenades en rotació i les coordenades inercials es pot escriure com:
{\displaystyle x=x'\cos \left(\theta (t)\right)-y'\sin \left(\theta (t)\right)}
{\displaystyle y=x'\sin \left(\theta (t)\right)+y'\cos \left(\theta (t)\right)}
mentre que la transformació inversa és:
{\displaystyle x'=x\cos \left(-\theta (t)\right)-y\sin \left(-\theta (t)\right)}
{\displaystyle y'=x\sin \left(-\theta (t)\right)+y\cos \left(-\theta (t)\right)}
Es pot obtenir aquest resultat com una matriu de rotació.
Intodueixin-se ara els vectors unitaris {\displaystyle {\hat {\boldsymbol {\imath }}},\ {\hat {\boldsymbol {\jmath }}},\ {\hat {\boldsymbol {k}}}} que representen vectors unitaris de la base estàndard del sistema de referència en rotació. La derivada temporal d'aquests vectors unitaris es m ostra a continuació. Suposi's que els sistemes de referència estan alineats a l'instant de temps t = 0 i que l'eix z és l'eix de rotació. Llavors, si la rotació es produeix en el sentit contrari a les agulles del rellotge en l'angle {\displaystyle \theta (t)=\Omega \cdot t}:
{\displaystyle {\hat {\boldsymbol {\imath }}}(t)=(\cos \theta (t),\ \sin \theta (t))}
on els components (x, y) estan expressats en el sistema de referència estacionari. Igualment,
{\displaystyle {\hat {\boldsymbol {\jmath }}}(t)=(-\sin \theta (t),\ \cos \theta (t))\ .}
Així doncs, la derivada temporal d'aquests vectors, que roten sense canviar en magnitud, és:
{\displaystyle {\frac {\mathrm {d} }{\mathrm {d} t}}{\hat {\boldsymbol {\imath }}}(t)=\Omega (-\sin \theta (t),\ \cos \theta (t))=\Omega {\hat {\boldsymbol {\jmath }}}\ ;}
{\displaystyle {\frac {\mathrm {d} }{\mathrm {d} t}}{\hat {\boldsymbol {\jmath }}}(t)=\Omega (-\cos \theta (t),\ -\sin \theta (t))=-\Omega {\hat {\boldsymbol {\imath }}}\,}
on {\displaystyle \Omega \equiv {\frac {\mathrm {d} }{\mathrm {d} t}}\theta (t)}.
Aquest resultat és el mateix a què s'arriba usant el producte vectorial amb el vector de rotació {\displaystyle {\boldsymbol {\Omega }}} que apunta cap a l'eix de rotació z {\displaystyle {\boldsymbol {\Omega }}=(0,\ 0,\ \Omega )}, és a dir,
{\displaystyle {\frac {\mathrm {d} }{\mathrm {d} t}}{\hat {\boldsymbol {u}}}={\boldsymbol {\Omega \times }}{\hat {\boldsymbol {u}}}\,}
on {\displaystyle {\hat {\boldsymbol {u}}}} és o bé {\displaystyle {\hat {\boldsymbol {\imath }}}} o bé {\displaystyle {\hat {\boldsymbol {\jmath }}}}.

### Derivades temporals en els dos sistemes
Intodueixin-se ara els vectors unitaris {\displaystyle {\hat {\boldsymbol {\imath }}},\ {\hat {\boldsymbol {\jmath }}},\ {\hat {\boldsymbol {k}}}} que representen vectors unitaris de la base estàndard del sistema de referència en rotació. A mesura que rotin, es mantindran normalitzats (unitaris). Si es fan rotar a una velocitat {\displaystyle \Omega } al voltant de l'eix {\displaystyle {\boldsymbol {\Omega }}} llavors cada vector unitari {\displaystyle {\hat {\boldsymbol {u}}}} del sistema de coordenades en rotació seguiran la següent equació:
{\displaystyle {\frac {\mathrm {d} }{\mathrm {d} t}}{\hat {\boldsymbol {u}}}={\boldsymbol {\Omega \times {\hat {u}}}}\ .}
Llavors si tenim una funció vectorial {\displaystyle {\boldsymbol {f}}}, 
{\displaystyle {\boldsymbol {f}}(t)=f_{x}(t){\hat {\boldsymbol {\imath }}}+f_{y}(t){\hat {\boldsymbol {\jmath }}}+f_{z}(t){\hat {\boldsymbol {k}}}\,}
i volem examinar-ne la seva primera derivada temporal (utilitzant la regla del producte de la diferenciació):
{\displaystyle {\begin{aligned}{\frac {\mathrm {d} }{\mathrm {d} t}}{\boldsymbol {f}}&={\frac {\mathrm {d} f_{x}}{\mathrm {d} t}}{\hat {\boldsymbol {\imath }}}+{\frac {\mathrm {d} {\hat {\boldsymbol {\imath }}}}{\mathrm {d} t}}f_{x}+{\frac {\mathrm {d} f_{y}}{\mathrm {d} t}}{\hat {\boldsymbol {\jmath }}}+{\frac {\mathrm {d} {\hat {\boldsymbol {\jmath }}}}{\mathrm {d} t}}f_{y}+{\frac {\mathrm {d} f_{z}}{\mathrm {d} t}}{\hat {\boldsymbol {k}}}+{\frac {\mathrm {d} {\hat {\boldsymbol {k}}}}{\mathrm {d} t}}f_{z}\\&={\frac {\mathrm {d} f_{x}}{\mathrm {d} t}}{\hat {\boldsymbol {\imath }}}+{\frac {\mathrm {d} f_{y}}{\mathrm {d} t}}{\hat {\boldsymbol {\jmath }}}+{\frac {\mathrm {d} f_{z}}{\mathrm {d} t}}{\hat {\boldsymbol {k}}}+\left[{\boldsymbol {\Omega }}\times \left(f_{x}{\hat {\boldsymbol {\imath }}}+f_{y}{\hat {\boldsymbol {\jmath }}}+f_{z}{\hat {\boldsymbol {k}}}\right)\right]\\&=\left({\frac {\mathrm {d} {\boldsymbol {f}}}{\mathrm {d} t}}\right)_{r}+{\boldsymbol {\Omega \times f}}(t)\end{aligned}}}
on {\displaystyle \left({\frac {\mathrm {d} {\boldsymbol {f}}}{\mathrm {d} t}}\right)_{r}} és la taxa de variació de {\displaystyle {\boldsymbol {f}}} segons s'observa des del sistema de coordenades en rotació. Com a abraviació, la diferenciació s'expressa com:
{\displaystyle {\frac {\mathrm {d} }{\mathrm {d} t}}{\boldsymbol {f}}=\left[\left({\frac {\mathrm {d} }{\mathrm {d} t}}\right)_{r}+{\boldsymbol {\Omega \times }}\right]{\boldsymbol {f}}\ .}
Aquest resultat també és conegut com el Teorema del Transport en dinàmica analítica i sovint també rep el nom de Equació Bàsica de la Cinemàtica.

### Relació entre les velocitats en els dos sistemes de referència
La velocitat d'un objecte és la derivada de la seva posició respecte el temps, és a dir:
{\displaystyle \mathbf {v} \ {\stackrel {\mathrm {def} }{=}}\ {\frac {\mathrm {d} \mathbf {r} }{\mathrm {d} t}}}
La derivada respecte el temps d'una posició {\displaystyle {\boldsymbol {r}}(t)} en un sistema de referència en rotació té dos components, un de la dependència temporal explícita de la moció de la partícula en si (el moviment que fa la partícula independentment del sistema de referència), i una altra defuda a la pròpia rotació del sistema de referència. Aplicant el resultat de la subsecció prèvia al desplaçament {\displaystyle {\boldsymbol {r}}(t)}, les velocitats en els dos sistemes de referència estan relacionades a partir de l'equació:
{\displaystyle \mathbf {v_{i}} \ {\stackrel {\mathrm {def} }{=}}\ {\frac {\mathrm {d} \mathbf {r} }{\mathrm {d} t}}=\left({\frac {\mathrm {d} \mathbf {r} }{\mathrm {d} t}}\right)_{\mathrm {r} }+{\boldsymbol {\Omega }}\times \mathbf {r} =\mathbf {v} _{\mathrm {r} }+{\boldsymbol {\Omega }}\times \mathbf {r} \ ,}
on el subíndex i fa referència al sistema inercial, i r denota els sistema de referència en rotació.

### Relació entre les acceleracions en els dos sistemes de referència
L'acceleració és la derivada segona de la posició respecte el temps, o la primera derivada temporal de la velocitat:
{\displaystyle \mathbf {a} _{\mathrm {i} }\ {\stackrel {\mathrm {def} }{=}}\ \left({\frac {\mathrm {d} ^{2}\mathbf {r} }{\mathrm {d} t^{2}}}\right)_{\mathrm {i} }=\left({\frac {\mathrm {d} \mathbf {v} }{\mathrm {d} t}}\right)_{\mathrm {i} }=\left[\left({\frac {\mathrm {d} }{\mathrm {d} t}}\right)_{\mathrm {r} }+{\boldsymbol {\Omega }}\times \right]\left[\left({\frac {\mathrm {d} \mathbf {r} }{\mathrm {d} t}}\right)_{\mathrm {r} }+{\boldsymbol {\Omega }}\times \mathbf {r} \right]\ ,}
on el subíndex i denota el sistema de referència inercial. Fent la derivada i reorganitzant alguns termes, s'arriba a l'acceleració relativa al sistema de referència en rotació, {\displaystyle \mathbf {a} _{\mathrm {r} }}
{\displaystyle \mathbf {a} _{\mathrm {r} }=\mathbf {a} _{\mathrm {i} }-2{\boldsymbol {\Omega }}\times \mathbf {v} _{\mathrm {r} }-{\boldsymbol {\Omega }}\times ({\boldsymbol {\Omega }}\times \mathbf {r} )-{\frac {\mathrm {d} {\boldsymbol {\Omega }}}{\mathrm {d} t}}\times \mathbf {r} }
on {\displaystyle \mathbf {a} _{\mathrm {r} }\ {\stackrel {\mathrm {def} }{=}}\ \left({\frac {\mathrm {d} ^{2}\mathbf {r} }{\mathrm {d} t^{2}}}\right)_{\mathrm {r} }} és l'acceleració aparent en el sistema de referència en rotació, el terme {\displaystyle -{\boldsymbol {\Omega }}\times ({\boldsymbol {\Omega }}\times \mathbf {r} )} representa l'acceleració centrífuga, i el terme {\displaystyle -2{\boldsymbol {\Omega }}\times \mathbf {v} _{\mathrm {r} }} és l'acceleració de Coriolis. L'últim terme ({\displaystyle -{\frac {\mathrm {d} {\boldsymbol {\Omega }}}{\mathrm {d} t}}\times \mathbf {r} }) és l'acceleració d'Euler i val zero en sistemes de referència en rotació uniforme.

### Segona llei de Newton en els dos sistemes de referència
Quan l'expressió de l'acceleració és multiplicada per la massa de la partícula, els tres termes extres a mà dreta de l'expressió esdevenen les forces inercials en el sistema de referència en rotació, és a dir, en forces aparents en trobar-se en un sistema de referència no inercial, i no ser merament una interacció física entre cossos.
Fent ús de la segona llei de Newton {\displaystyle \mathbf {F} =m\mathbf {a} }, s'obté:
- la força de Coriolis

{\displaystyle \mathbf {F} _{\mathrm {Coriolis} }=-2m{\boldsymbol {\Omega }}\times \mathbf {v} _{\mathrm {r} }}
- la força centrífuga

{\displaystyle \mathbf {F} _{\mathrm {centrifugal} }=-m{\boldsymbol {\Omega }}\times ({\boldsymbol {\Omega }}\times \mathbf {r} )}
- la força d'Euler

{\displaystyle \mathbf {F} _{\mathrm {Euler} }=-m{\frac {\mathrm {d} {\boldsymbol {\Omega }}}{\mathrm {d} t}}\times \mathbf {r} }
on {\displaystyle m} és la massa de l'objecte en el qual actuen les forces inercials o fictícies. Noti's que totes tres forces desapareixen si el sistema de referència no està rotant, és a dir, quan {\displaystyle {\boldsymbol {\Omega }}=0\ .}
Per completesa, es pot determinar l'acceleració inercial {\displaystyle \mathbf {a} _{\mathrm {i} }} deguda a les forces externes {\displaystyle \mathbf {F} _{\mathrm {imp} }} a partir de la força física total en el sistema de referència inercial -no en rotació- (per exemple, la força provinent de interaccions físiques com l'electromagnetisme) utilitzant la segona llei de Newton en el sistema de referència inercial:
{\displaystyle \mathbf {F} _{\mathrm {imp} }=m\mathbf {a} _{\mathrm {i} }}
La llei de Newton en el sistema de referències en rotació esdevé:
{\displaystyle \mathbf {F_{r}} =\mathbf {F} _{\mathrm {imp} }+\mathbf {F} _{\mathrm {centrifugal} }+\mathbf {F} _{\mathrm {Coriolis} }+\mathbf {F} _{\mathrm {Euler} }=m\mathbf {a_{r}} \ .}
En altres paraules, per tal de treballar amb les lleis de moviment en sistemes de referència en rotació:
| «                                                            | Tractar les forces fictícies com a forces reals, i fer veure que un es troba en un sistema de referència inercial. | » |
| — Louis N. Hand, Janet D. Finch Analytical Mechanics, p. 267 | |   |

| «                                     | Òbviament, un sistema de referència en rotació és un cas particular d'un sistema no inercial. Llavors la partícula, a més de per forces reals, rep l'efecte de forces fictícies... La partícula es mourà segons la segona llei de Newton si la força total que actua sobre ella és definida com la suma de les forces reals i fictícies. | » |
| — HS Hans & SP Pui: Mechanics; p. 341 | |   |

| «                                             | Aquesta equació té exactament la forma de la segona llei de Newton, excepte que a més de F, la suma de totes les forces que s'identifiquen en el sistema de referència inercial, hi ha un terme extra a la dreta... Això vol dir que podem seguir utilitzant la segona llei de Newton en el sistema de referències no-inercial sempre i quan afegim un terme de força extra, sovint anomenat força inercial. | » |
| — John R. Taylor: Classical Mechanics; p. 328 | |   |

## Força centrífuga
En mecànica clàssica, la força centrífuga és una força associada al moviment circular que apunta cap a fora. La força centrífuga és una de les diverses forces inercials o pseudo-forces, anomenades d'aquesta manera, i no forces reals, perquè no s'originen en interaccions amb altres cossos situats en l'ambient de la partícula que rep la força. En comptes d'això, la força centrífuga s'origina en la rotació del sistema de referència des del qual es realitza l'observació.

## Efecte de Coriolis

En el sistema de referència inercial (part superior de la figura), l'objecte negre es mou seguint una línia recta. Tanmateix, l'obeservador (punt vermell) que es troba en el sistema de referència en rotació (part inferior de la figura) veu com l'objecte segueix un camí corbat.

L'expressió matemàtica de la força de Coriolis va aparèixer un article de 1835 del científic francès Gaspard Gustave de Coriolis relacionat amb hidrodinàmica, i també en escrits sobre la teoria de les marees de Pierre-Simon Laplace l'any 1778. A principis del segle xx, es va començar a utilitzar el terme força de Coriolis en temes relacionats amb la meteorologia.
Potser el sistema de referència més comú és la Terra. En el moviment d'objectes a través de la superfície de la Terra s'experiment la força de Coriolis que fa virar els objectes cap a la dreta a l'hemisferi nord i cap a l'esquerra a l'hemisferi sud. Els moviments d'aire en l'atmosfera i d'aigua a l'oceà són exemples notables d'aquest comportament: enlloc de moure's directament de zones d'alta pressió a zones de més baixa pressió, com farien en un planeta que no estigués en rotació, els vents i els corrents marins tendeixen a virar cap a la dreta d'aquesta direcció al nord de l'Equador i cap a la dreta d'aquesta direcció al sud. Aquest efecte és responsable de la rotació de ciclons grans.

## Força d'Euler
En mecànica clàssica, l'acceleració d'Euler (que duu el nom de Leonhard Euler), també coneguda com acceleració azimutal o acceleració transversal és una acceleració que apareix quan s'utilitza un sistema de referència que rota de forma uniforme en l'anàlisi del moviment d'un objecte i hi ha, per tant, variació en la velocitat angular en els eixos del sistema de referència.
La força d'Euler és una força inercial -o fictícia- que actua en un cos i que està relacionada amb l'acceleració d'Euler segons l'expressió F  = ma, on  a  és l'acceleració d'Euler i m és la massa del cos.